# Försvarsadvokaterna
Försvarsadvokaterna (originaltitel: Forsvar) är en dansk dramaserie från 2003, som utspelar sig på advokatbyrån Frank & Christensen i Köpenhamn.

## Rollista
- Lars Brygmann – Mikael Frank
- Anette Støvelbæk – Malene Bork
- Troels Lyby – Claus "CC" Christensen
- Sonja Richter – Rebecca Neumann
- Carsten Bjørnlund – Patrik Larsen
- Jesper Lohmann – Leo Zielinski
- Birthe Neumann – Fritze Krogh
- John Hahn-Petersen – Jørgen Balslev
- Paul Hüttel – Philip Lefevre
- Peter Hesse Overgaard – Troels Søndergaard
- Ellen Nyman – Eva Holme
- Lene Maria Christensen – Katrine Lindemark